# Шендрічень (комуна)
Шендрічень, Шендрічені (рум. Șendriceni) — комуна у повіті Ботошані в Румунії. До складу комуни входять такі села (дані про населення за 2002 рік):
- Педурень (1191 особа)
- Хорлечень (672 особи)
- Шендрічень (2347 осіб)

Комуна розташована на відстані 391 км на північ від Бухареста, 34 км на північний захід від Ботошань, 129 км на північний захід від Ясс.

## Населення
За даними перепису населення 2002 року у комуні проживали 4210 осіб.
Національний склад населення комуни:
| Національність | Кількість осіб | Відсоток |
| -------------- | -------------- | -------- |
| румуни         | 4209           | > 99,9%  |
| угорці         | 1              | < 0,1%   |

Рідною мовою назвали:
| Мова      | Кількість осіб | Відсоток |
| --------- | -------------- | -------- |
| румунська | 4208           | > 99,9%  |
| угорська  | 1              | < 0,1%   |
| німецька  | 1              | < 0,1%   |

Склад населення комуни за віросповіданням:
| Релігія        | Кількість осіб | Відсоток |
| -------------- | -------------- | -------- |
| православні    | 3905           | 92,8%    |
| п'ятдесятники  | 245            | 5,8%     |
| баптисти       | 35             | 0,8%     |
| бретрени       | 11             | 0,3%     |
| адвентисти     | 10             | 0,2%     |
| греко-католики | 3              | 0,1%     |
| римо-католики  | 1              | < 0,1%   |